# Museo y Galería de Arte de Perth

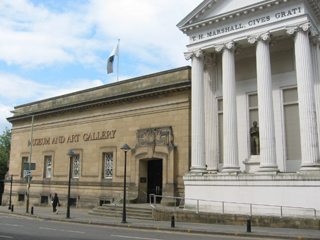
Museo y Galería de Arte de Perth en 2003.

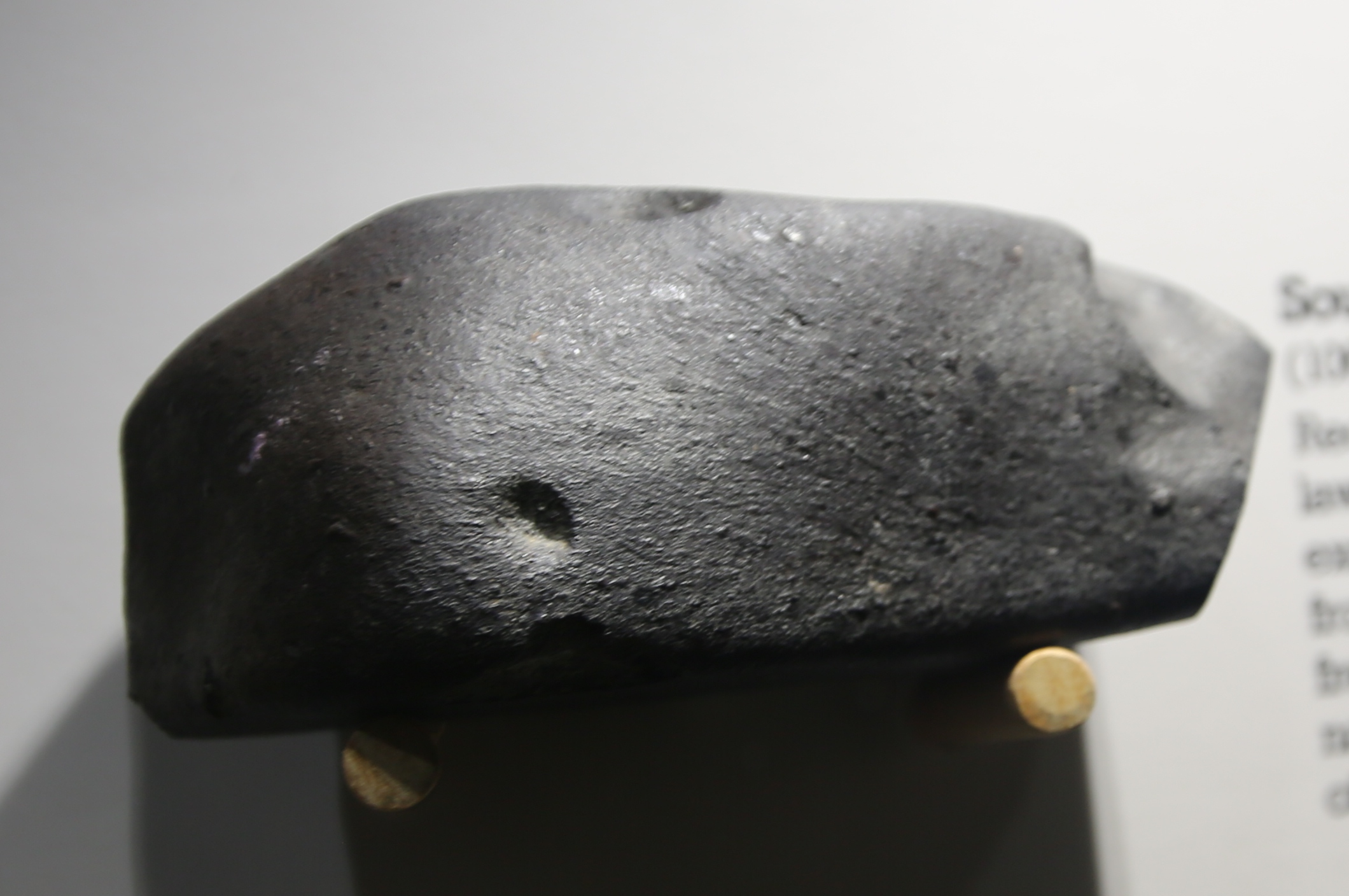
Fragmento South Corston del meteorito Strathmore.

El Museo y Galería de Arte de Perth (Perth Museum and Art Gallery) o simplemente Museo de Perth es el principal museo y espacio de exposiciones de la ciudad de Perth (Escocia). Se encuentra en el 78 George Street, en el Monumento a Marshall.

## Historia
El Monumento a Marshall fue diseñado por el arquitecto David Morison. La construcción de The Monument comenzó en 1822 y fue abierta como biblioteca y museo por la Sociedad Literaria y Anticuaria de Perth (the Literary and Antiquarian Society of Perth) en 1824. Es uno de los más antiguos museos construidos con este propósito del Reino Unido y en 1915, la Sociedad lo regaló a la ciudad con la condición de que se siguiera utilizando solo como biblioteca o museo.
Después de que llegaran grandes donaciones de dinero y pinturas al museo, se planeó una extensión para el edificio. En 1929-1930 se llevó a cabo un concurso de arquitectura supervisado por Sir James John Burnett, arquitecto escocés, ganando una firma de Perth, Smart, Stewart & Mitchell. La extensión fue inaugurada en 1935 por el duque y la duquesa de York, el futuro rey Jorge VI y la reina Isabel. Esta extensión albergó las pinturas donadas, así como las colecciones de Historia Natural de la Sociedad de Ciencias Naturales de Perthshire (Perthshire Society of Natural Science) que se habían exhibido anteriormente en otro museo de la ciudad.
En mayo de 1965 se catalogó el edificio como cultural y categoría B en Escocia.

## Colección del museo
La colección del museo ofrece una amplia visión sobre el condado de Perthshire, incluyendo su historia natural y social, arqueología y arte. Entre sus objetos más destacados están el fragmento South Corston del meteorito Strathmore, que tiene aproximadamente 4.500 millones de años y se remonta al nacimiento del sistema solar y el féretro pintado y la momia de una posible sacerdotisa o princesa de Tebas llamada Ta-Kr-Hb.